# Arigomphus maxwelli
Arigomphus maxwelli är en trollsländeart som först beskrevs av Ferguson 1950.  Arigomphus maxwelli ingår i släktet Arigomphus och familjen flodtrollsländor. Inga underarter finns listade i Catalogue of Life.